# 167P/CINEOS
La comète CINEOS, officiellement 167P/CINEOS, est une comète périodique du système solaire, découverte le 10 août 2004 par le programme CINEOS.